# سنت. ایگنس (میشیگان)
سنت. ایگنس، میشیگان (به انگلیسی: St. Ignace, Michigan) یک شهر در ایالات متحده آمریکا با جمعیت ۲٬۴۵۲ نفر است که در میشیگان واقع شده‌است.

## نگارخانه

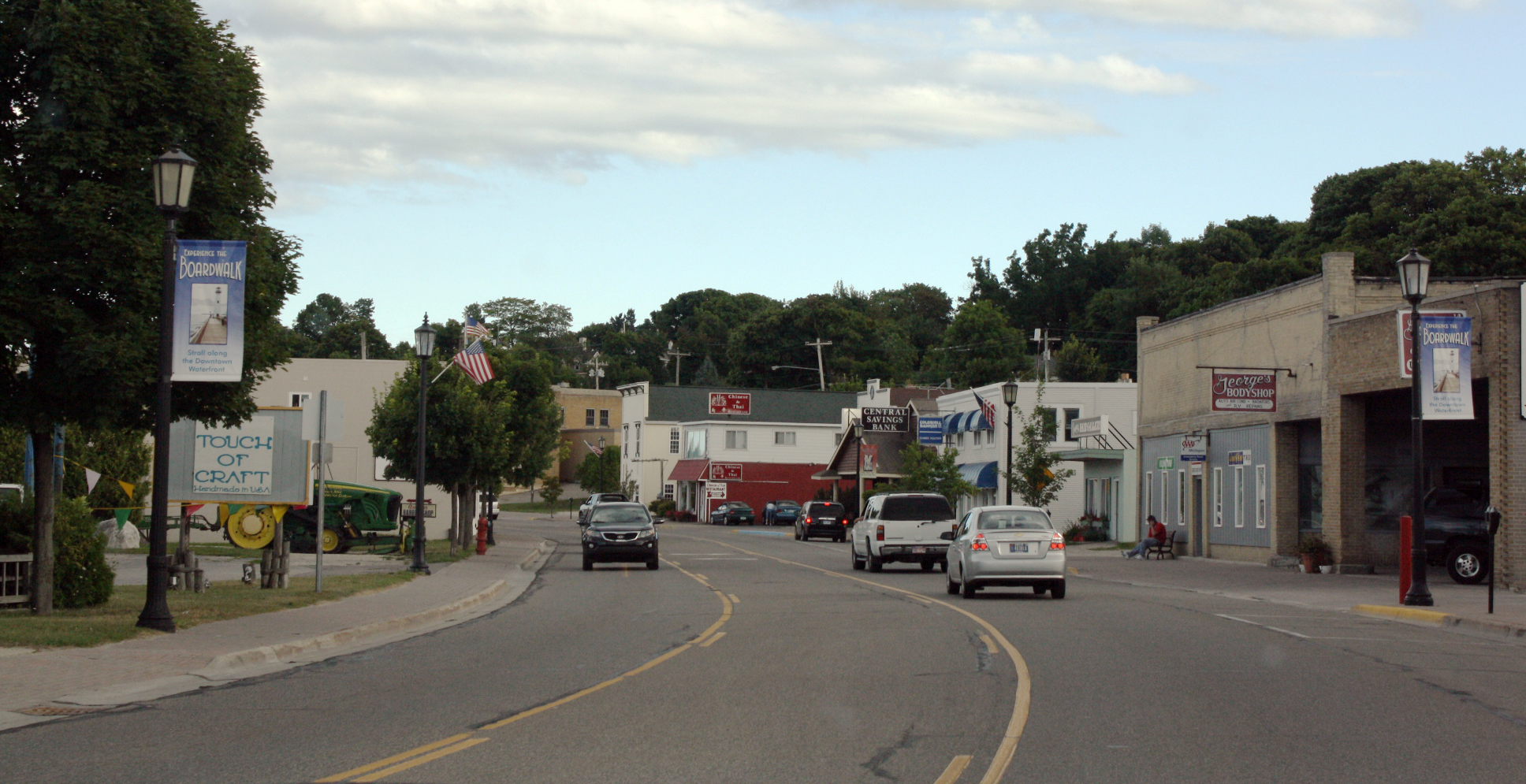
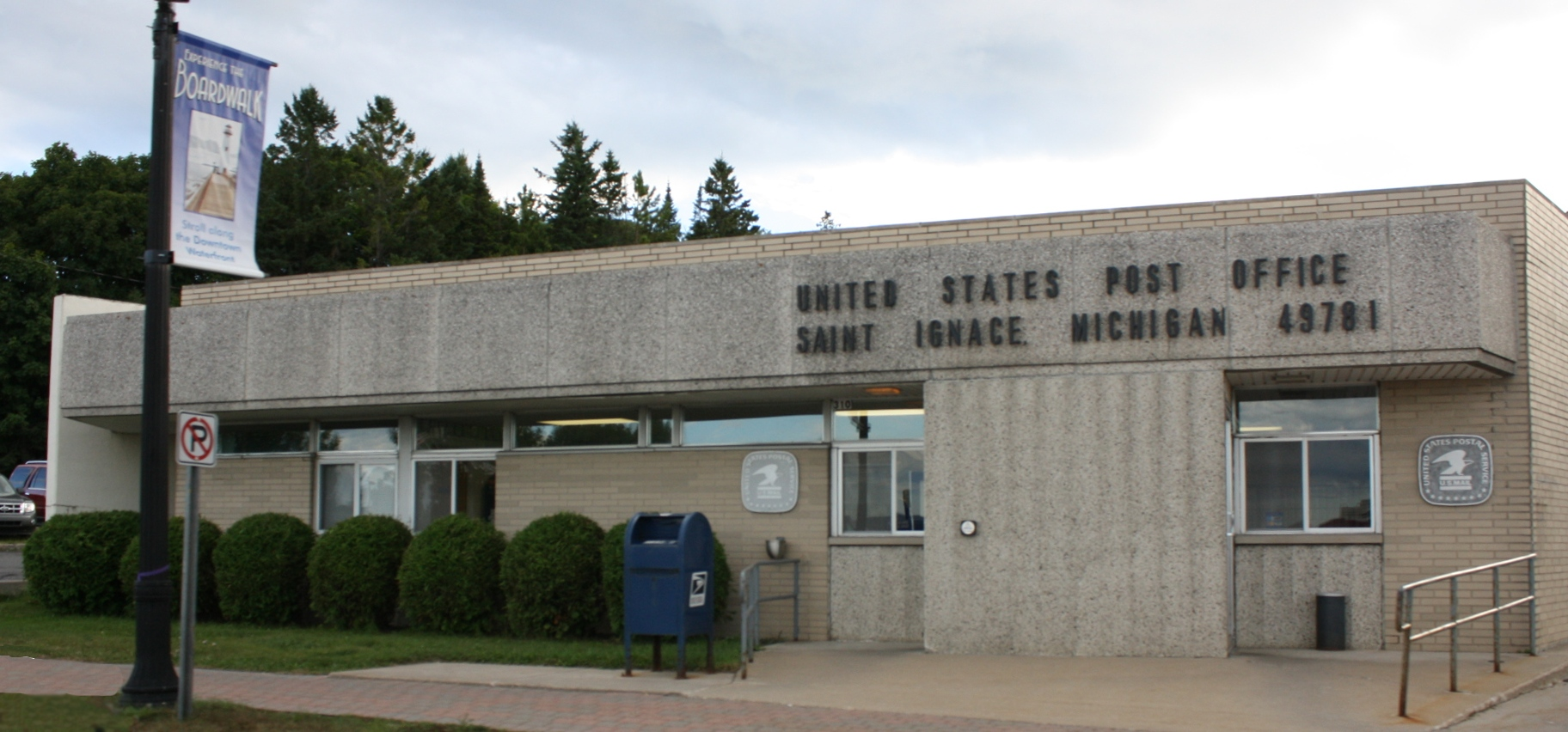
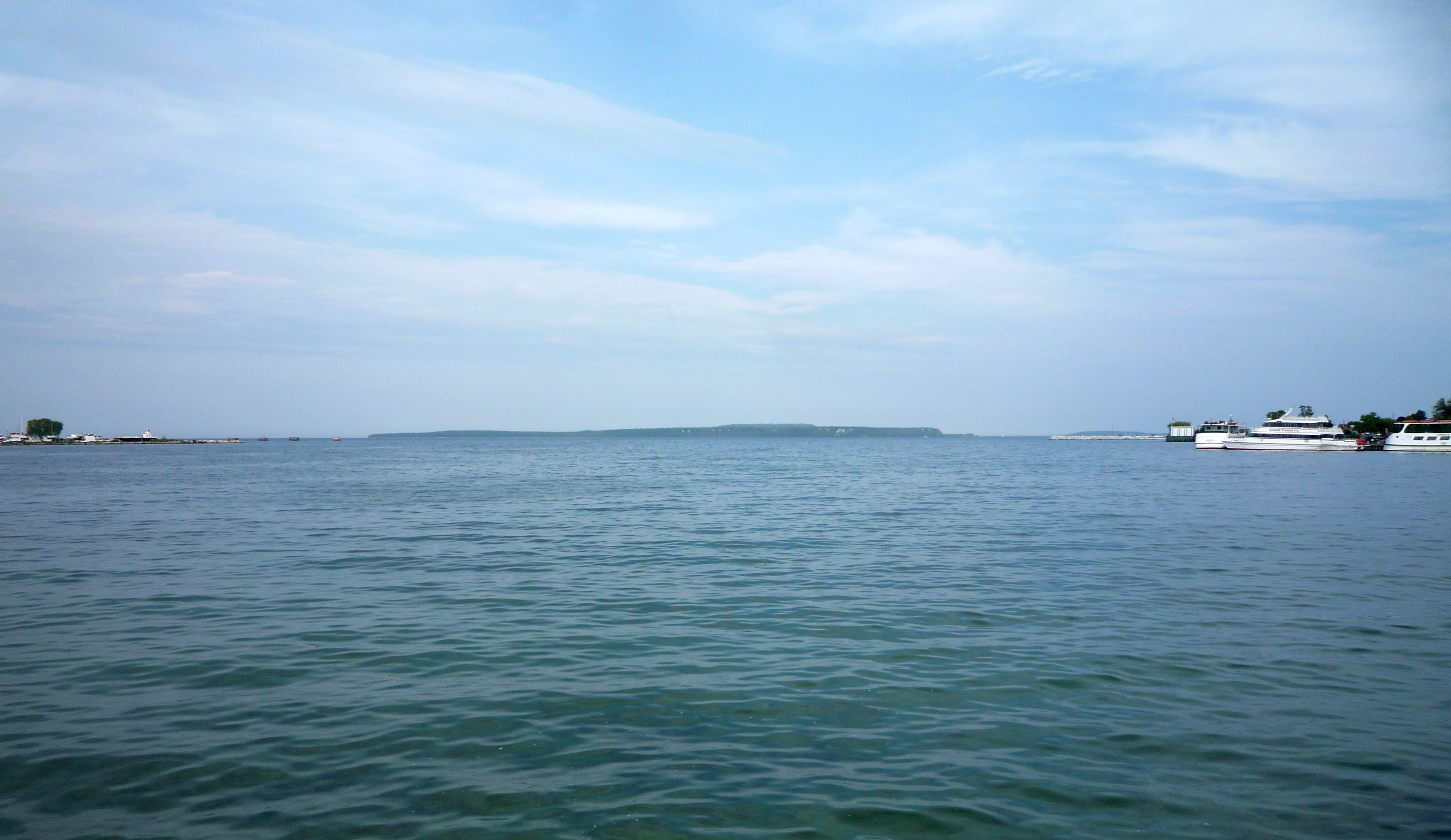